# 芝山団地
芝山団地（しばやまだんち）は千葉県船橋市芝山にある団地である。1977年（昭和52年）3月、日本住宅公団が建設。賃貸が1652戸、分譲が592戸。
団地造成当初は、交通手段がバスのみで「陸の孤島」と呼ばれていた時期が長く続いたが、1996年（平成8年）4月27日東葉高速鉄道が開通、近隣に飯山満駅が開設されて以来、利便性が向上した。

## 周辺施設
- 飯山満駅
- 船橋市役所芝山出張所
- 船橋東消防署芝山分署
- 千葉県立船橋芝山高等学校、千葉県立船橋東高等学校
- 船橋市立芝山中学校
- 船橋市立芝山東小学校、船橋市立芝山西小学校
- ペガサス乗馬クラブ
- マミーマート飯山満駅前店

## 交通
- 東葉高速鉄道飯山満駅下車徒歩で約6～14分程度